# Critics’ Choice Television Awards 2022
Die 12. Verleihung der US-amerikanischen Critics’ Choice Television Awards, die jährlich von der Broadcast Television Journalists Association (BTJA) vergeben werden, sollte ursprünglich am 9. Januar 2022 im Fairmont Century Plaza Hotel in Los Angeles abgehalten werden, wurde aber aufgrund der Corona-Pandemie auf den 13. März 2022 verschoben. Die Verleihung wurde live von den US-Sendern The CW und TBS ausgestrahlt und von Taye Diggs, im vierten Jahr in Folge, zusammen mit Nicole Byer moderiert.
Die Nominierungen wurden am 6. Dezember 2021 bekanntgegeben.

## Gewinner und Nominierte
| Serie                        | N | A |
| ---------------------------- | - | - |
| Succesion                    | 8 | 3 |
| Evil                         | 5 | 0 |
| Mare of Easttown             | 5 | 2 |
| The Good Fight               | 4 | 0 |
| Only Murders in the Building | 4 | 0 |
| Ted Lasso                    | 4 | 4 |
| This Is Us – Das ist Leben   | 4 | 0 |
| WandaVision                  | 4 | 0 |
| Dopesick                     | 3 | 1 |
| Dr. Death                    | 3 | 0 |
| The Great                    | 3 | 0 |
| Hacks                        | 3 | 1 |
| Midnight Mass                | 3 | 0 |
| Pose                         | 3 | 0 |
| Squid Game                   | 3 | 2 |
| The Underground Railroad     | 3 | 0 |
| What We Do in the Shadows    | 3 | 0 |

### Sparte Comedy

#### Beste Comedyserie
Ted Lasso
The Great
Hacks
Insecure
Only Murders in the Building
The Other Two
Reservation Dogs
What We Do in the Shadows

#### Bester Hauptdarsteller in einer Comedyserie
Jason Sudeikis – Ted Lasso
Iain Armitage – Young Sheldon
Nicholas Hoult – The Great
Steve Martin – Only Murders in the Building
Kayvan Novak – What We Do in the Shadows
Martin Short – Only Murders in the Building

#### Beste Hauptdarstellerin in einer Comedyserie
Jean Smart – Hacks
Elle Fanning – The Great
Renée Elise Goldsberry – Girls5eva
Selena Gomez – Only Murders in the Building
Sandra Oh – Die Professorin
Issa Rae – Insecure

#### Bester Nebendarsteller in einer Comedyserie
Brett Goldstein – Ted Lasso
Ncuti Gatwa – Sex Education
Harvey Guillén – What We Do in the Shadows
Brandon Scott Jones – Ghosts
Ray Romano – Made for Love
Bowen Yang – Saturday Night Live

#### Beste Nebendarstellerin in einer Comedyserie
Hannah Waddingham – Ted Lasso
Hannah Einbinder – Hacks
Kristin Chenoweth – Schmigadoon!
Molly Shannon – The Other Two
Cecily Strong – Saturday Night Live
Josie Totah – Saved By the Bell

### Sparte Drama

#### Beste Dramaserie
Succession
Evil
For All Mankind
The Good Fight
Pose
Squid Game
This Is Us – Das ist Leben
Yellowjackets

#### Bester Hauptdarsteller in einer Dramaserie
Lee Jung-jae – Squid Game
Sterling K. Brown – This Is Us – Das ist Leben
Mike Colter – Evil
Brian Cox – Succession
Billy Porter – Pose
Jeremy Strong – Succession

#### Beste Hauptdarstellerin in einer Dramaserie
Melanie Lynskey – Yellowjackets
Uzo Aduba – In Treatment – Der Therapeut
Chiara Aurelia – Cruel Summer
Christine Baranski – The Good Fight
Katja Herbers – Evil
MJ Rodriguez – Pose

#### Bester Nebendarsteller in einer Dramaserie
Kieran Culkin – Succession
Nicholas Braun – Succession
Billy Crudup – The Morning Show
Justin Hartley – This Is Us – Das ist Leben
Matthew Macfadyen – Succession
Mandy Patinkin – The Good Fight

#### Beste Nebendarstellerin in einer Dramaserie
Sarah Snook – Succession
Andrea Martin – Evil
Audra McDonald – The Good Fight
Christine Lahti – Evil
J. Smith-Cameron – Succession
Susan Kelechi Watson – This Is Us – Das ist Leben

### Sparte Fernsehfilm bzw. Miniserie

#### Beste Miniserie
Mare of Easttown
Dopesick
Dr. Death
It’s a Sin
Maid
Midnight Mass
The Underground Railroad
WandaVision

#### Bester Fernsehfilm
Oslo
Come From Away
List of a Lifetime
Sechzehn Stunden Ewigkeit
Robin Roberts Presents: Mahalia
Zoey’s Extraordinary Christmas

#### Bester Hauptdarsteller in einem Fernsehfilm oder einer Miniserie
Michael Keaton – Dopesick
Olly Alexander – It’s a Sin
Paul Bettany – WandaVision
William Jackson Harper – Love Life
Joshua Jackson – Dr. Death
Hamish Linklater – Midnight Mass

#### Beste Hauptdarstellerin in einem Fernsehfilm oder einer Miniserie
Kate Winslet – Mare of Easttown
Danielle Brooks – Robin Roberts Presents: Mahalia
Cynthia Erivo – Genius
Thuso Mbedu – The Underground Railroad
Elizabeth Olsen – WandaVision
Margaret Qualley – Maid

#### Bester Nebendarsteller in einem Fernsehfilm oder einer Miniserie
Murray Bartlett – The White Lotus
Zach Gilford – Midnight Mass
William Jackson Harper – The Underground Railroad
Evan Peters – Mare of Easttown
Christian Slater – Dr. Death
Courtney B. Vance – Genius

#### Beste Nebendarstellerin in einem Fernsehfilm oder einer Miniserie
Jennifer Coolidge – The White Lotus
Kaitlyn Dever – Dopesick
Kathryn Hahn – WandaVision
Melissa McCarthy – Nine Perfect Strangers
Julianne Nicholson – Mare of Easttown
Jean Smart – Mare of Easttown

### Weitere Kategorien

#### Beste fremdsprachige Serie
Squid Game
Acapulco
Call My Agent!
Lupin
Haus des Geldes
Narcos: Mexico

#### Beste Zeichentrickserie
What If…?
Big Mouth
Bluey
Bob’s Burgers
The Great North
Q-Force